# Diplazium assimile
Diplazium assimile là một loài dương xỉ trong họ Athyriaceae. Loài này được Bedd. mô tả khoa học đầu tiên..
Danh pháp khoa học của loài này chưa được làm sáng tỏ. 

## Hình ảnh

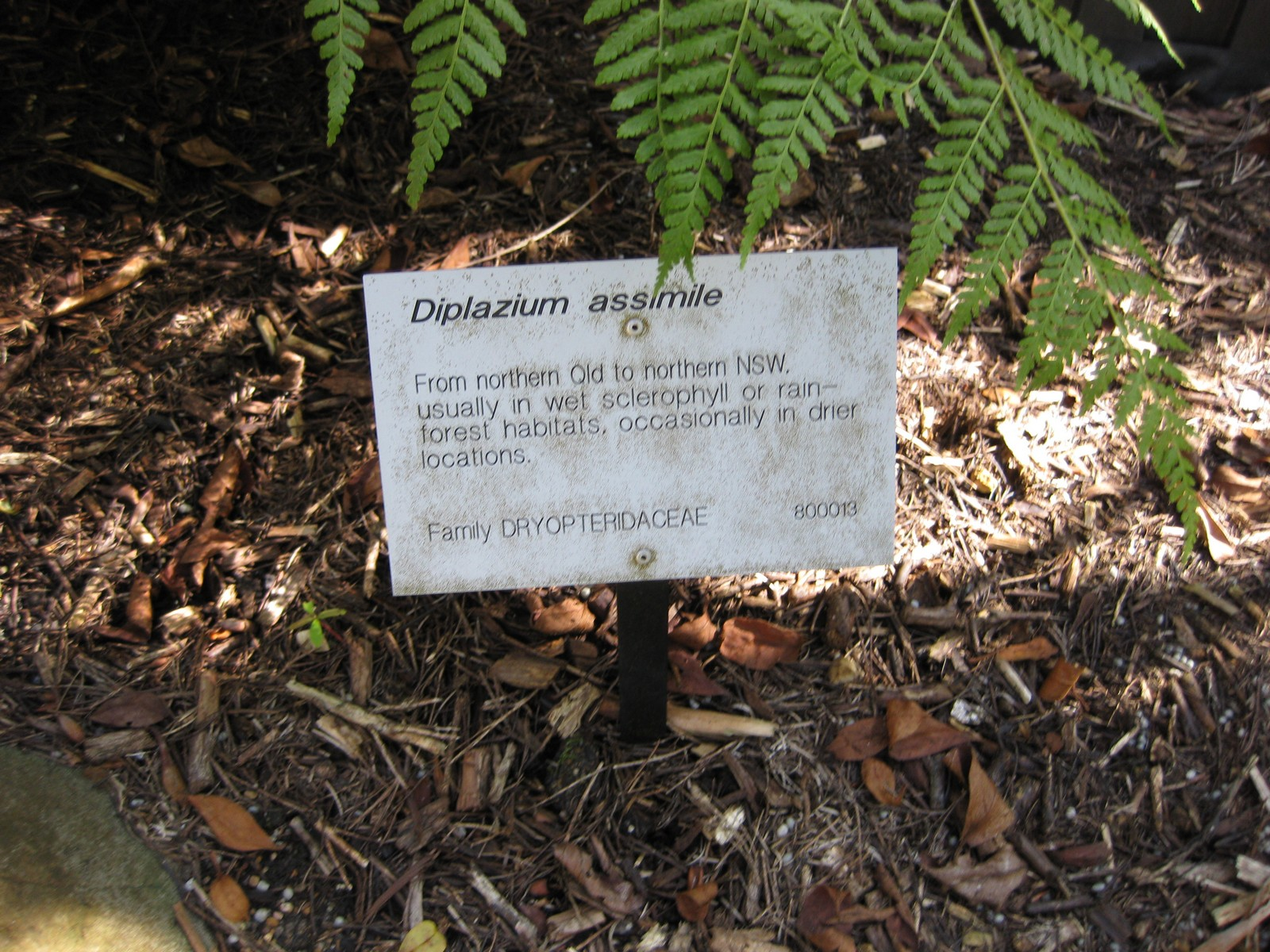